# Pétition de 1893 en faveur du droit de vote pour les femmes
 (novembre 2023).
Si vous disposez d'ouvrages ou d'articles de référence ou si vous connaissez des sites web de qualité traitant du thème abordé ici, merci de compléter l'article en donnant les références utiles à sa vérifiabilité et en les liant à la section « Notes et références ».
La pétition de 1893 en faveur du droit de vote pour les femmes a été signée par près d'un quart de la population féminine de Nouvelle-Zélande. Elle a conduit le gouvernement à accorder le droit de vote aux femmes dès les élections législatives néo-zélandaises de 1893. 
L'UNESCO a classé cette pétition dans le Registre international Mémoire du monde en 1997.

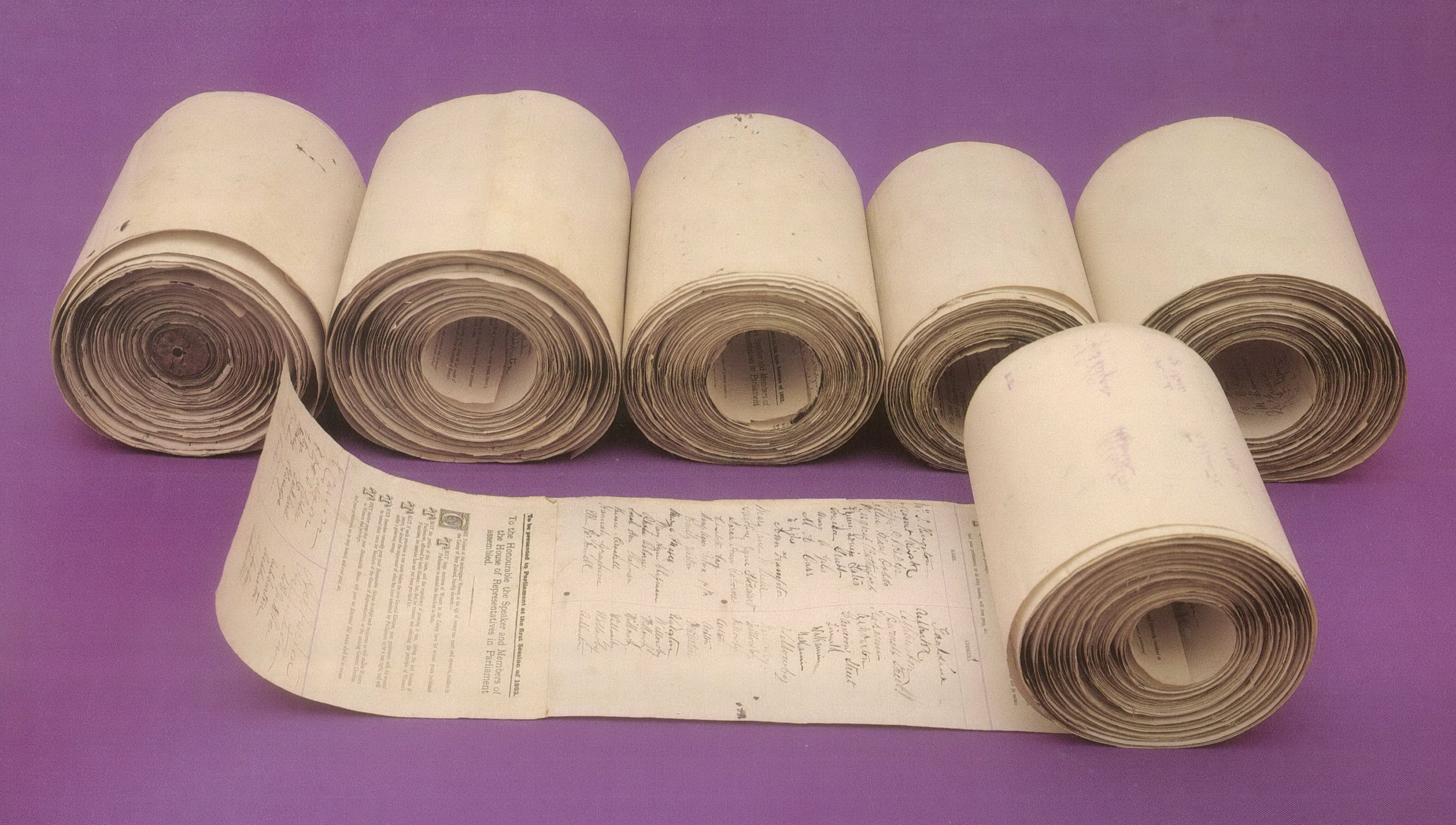
Quelques-unes des pétitions.